# Santbech (cráter)

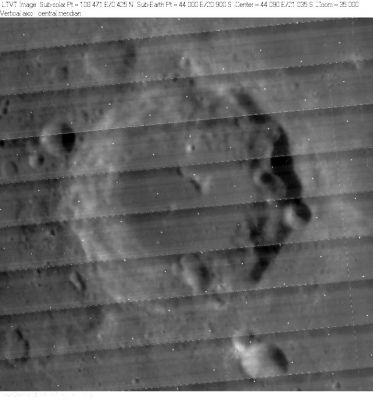
Fotografía de la misión Lunar Orbiter 4

Santbech es un cráter de impacto lunar situado al sureste del Mare Nectaris. Se encuentra al sur-suroeste del prominente cráter Colombo. Alrededor de un diámetro de distancia hacia el este-noreste se halla el más pequeño Monge. 
|  |

El terreno alrededor del cráter, aunque accidentado en algunos lugares, ha sido inundado por la lava, por lo que su albedo es bajo y presenta una superficie relativamente plana. El borde externo de este cráter sobresale por encima del terreno circundante, presentando rampas exteriores irregulares. El perímetro del borde es algo irregular, y aparece alterado en varias ubicaciones por impactos posteriores. Presenta pequeños cráteres en el borde oriental y noroeste, y en la formación asimétrica en la pared interior del sur. El borde norte es desigual, con una marca diagonal en forma de gubia que discurre hacia el sureste. Gran parte del suelo interior se halla a nivel y carece de rasgos distintivos, con un pequeño pico central desplazado hacia el norte-noreste del punto medio.
Pertenece al período Pre-Ímbrico, de hace entre 45500 y 3850 millones de años.
Fue nombrado en honor del matemático y astrónomo holandés del siglo XVI Daniel Santbech Noviomagus.

## Cráteres satélite
Por convención estos elementos son identificados en los mapas lunares poniendo la letra en el lado del punto medio del cráter que está más cercano a Santbech.
|          | \| Santbech \| Coordenadas \| Diámetro \| \| -------- \| ----------------------------- \| -------- \| \| A \| 24°12′S 42°18′E / -24.2, 42.3 \| 25 km \| \| B \| 24°42′S 41°36′E / -24.7, 41.6 \| 16 km \| \| C \| 22°18′S 39°30′E / -22.3, 39.5 \| 18 km \| \| D \| 21°00′S 45°12′E / -21.0, 45.2 \| 8 km \| \| E \| 22°18′S 44°48′E / -22.3, 44.8 \| 12 km \| \| F \| 25°30′S 41°54′E / -25.5, 41.9 \| 13 km \| \| G \| 22°54′S 44°30′E / -22.9, 44.5 \| 5 km \| \| H \| 20°24′S 42°48′E / -20.4, 42.8 \| 10 km \| \| J \| 19°42′S 43°18′E / -19.7, 43.3 \| 14 km \| \| K \| 19°06′S 43°06′E / -19.1, 43.1 \| 10 km \| \| L \| 21°18′S 39°24′E / -21.3, 39.4 \| 8 km \| \| M \| 20°24′S 39°18′E / -20.4, 39.3 \| 13 km \| \| N \| 20°48′S 39°36′E / -20.8, 39.6 \| 13 km \| \| P \| 21°18′S 40°00′E / -21.3, 40.0 \| 9 km \| \| Q \| 23°12′S 39°00′E / -23.2, 39.0 \| 12 km \| \| R \| 23°18′S 38°54′E / -23.3, 38.9 \| 5 km \| \| S \| 23°30′S 39°06′E / -23.5, 39.1 \| 10 km \| \| T \| 24°06′S 38°06′E / -24.1, 38.1 \| 5 km \| \| U \| 24°00′S 38°48′E / -24.0, 38.8 \| 9 km \| \| V \| 24°36′S 39°18′E / -24.6, 39.3 \| 7 km \| \| W \| 24°18′S 40°42′E / -24.3, 40.7 \| 13 km \| \| X \| 25°12′S 42°30′E / -25.2, 42.5 \| 7 km \| \| Y \| 25°12′S 42°54′E / -25.2, 42.9 \| 8 km \| \| Z \| 25°48′S 43°06′E / -25.8, 43.1 \| 5 km \| |          |
| Santbech | Coordenadas | Diámetro |
| A        | 24°12′S 42°18′E / -24.2, 42.3 | 25 km    |
| B        | 24°42′S 41°36′E / -24.7, 41.6 | 16 km    |
| C        | 22°18′S 39°30′E / -22.3, 39.5 | 18 km    |
| D        | 21°00′S 45°12′E / -21.0, 45.2 | 8 km     |
| E        | 22°18′S 44°48′E / -22.3, 44.8 | 12 km    |
| F        | 25°30′S 41°54′E / -25.5, 41.9 | 13 km    |
| G        | 22°54′S 44°30′E / -22.9, 44.5 | 5 km     |
| H        | 20°24′S 42°48′E / -20.4, 42.8 | 10 km    |
| J        | 19°42′S 43°18′E / -19.7, 43.3 | 14 km    |
| K        | 19°06′S 43°06′E / -19.1, 43.1 | 10 km    |
| L        | 21°18′S 39°24′E / -21.3, 39.4 | 8 km     |
| M        | 20°24′S 39°18′E / -20.4, 39.3 | 13 km    |
| N        | 20°48′S 39°36′E / -20.8, 39.6 | 13 km    |
| P        | 21°18′S 40°00′E / -21.3, 40.0 | 9 km     |
| Q        | 23°12′S 39°00′E / -23.2, 39.0 | 12 km    |
| R        | 23°18′S 38°54′E / -23.3, 38.9 | 5 km     |
| S        | 23°30′S 39°06′E / -23.5, 39.1 | 10 km    |
| T        | 24°06′S 38°06′E / -24.1, 38.1 | 5 km     |
| U        | 24°00′S 38°48′E / -24.0, 38.8 | 9 km     |
| V        | 24°36′S 39°18′E / -24.6, 39.3 | 7 km     |
| W        | 24°18′S 40°42′E / -24.3, 40.7 | 13 km    |
| X        | 25°12′S 42°30′E / -25.2, 42.5 | 7 km     |
| Y        | 25°12′S 42°54′E / -25.2, 42.9 | 8 km     |
| Z        | 25°48′S 43°06′E / -25.8, 43.1 | 5 km     |